# Charles Barette
Charles Barette (Brüsszel, 1874. március 28. – Saint-Gilles, 1947. október 11.) belga nemzetközi labdarúgó-játékvezető.

## Pályafutása

### Nemzetközi játékvezetés
A Belga labdarúgó-szövetség Játékvezető Bizottsága (JB) 1908-ban terjesztette fel nemzetközi játékvezetőnek, a Nemzetközi Labdarúgó-szövetség (FIFA) bíróinak keretébe. Több nemzetek közötti válogatott és klubmérkőzést vezetett, vagy működő társának partbíróként segített. Az aktív nemzetközi játékvezetéstől 1925-ben búcsúzott. Válogatott mérkőzéseinek száma: 24.

#### Olimpia
Az 1920. évi és az 1924. évi nyári olimpiai játékok labdarúgó tornáján a FIFA JB bíróként foglalkoztatta.

##### 1920. évi nyári olimpiai játékok
| Időpont             | Helyszín                    | Mérkőzés típusa   | Mérkőzés               | Eredmény | Nézők száma |
| ------------------- | --------------------------- | ----------------- | ---------------------- | -------- | ----------- |
| 1920. augusztus 28. | Olimpiai Stadion, Antwerpen | első forduló      | Svédország–Görögország | 9 : 0    | 5 000       |
| 1920. augusztus 29. | La Butte Stadion, Brüsszel  | egyik negyeddöntő | Csehszlovákia–Norvégia | 4 : 0    | 4 000       |

##### 1924. évi nyári olimpiai játékok
| Időpont         | Helyszín                  | Mérkőzés típusa    | Mérkőzés                 | Eredmény | Nézők száma |
| --------------- | ------------------------- | ------------------ | ------------------------ | -------- | ----------- |
| 1924. május 29. | Bergeyrei Stadion, Párizs | egyik nyolcaddöntő | Egyesült Államok–Uruguay | 0 : 3    | 10 455      |

## Magyar vonatkozás
| Időpont              | Helyszín                                          | Mérkőzés típusa          | Mérkőzés                   | Eredmény | Nézők száma |
| -------------------- | ------------------------------------------------- | ------------------------ | -------------------------- | -------- | ----------- |
| 1911. január 1.      | Cercle Athlétique de Paris Stadion, Charentonneau | 28. válogatott mérkőzés  | Franciaország–Magyarország | 3 : 0    | 2 000       |
| 1924. szeptember 14. | Hohe Warte Stadion, Bécs                          | 102. válogatott mérkőzés | Ausztria–Magyarország      | 2 : 1    | 45 000      |